# Pabellón del Club Ghazir
El Pabellón del Club Ghazir es un recinto cubierto de usos múltiples ubicado en Ghazir, en el Líbano. La capacidad del estadio es de 4500 espectadores. Es sede de eventos deportivos bajo techo, tales como baloncesto, voleibol, entre otros, y acoge los partidos en casa de los clubes de baloncesto Sagesse y Ghazir y muchos otros partidos de voleibol. También fue sede de la Copa de Campeones de 1999 de la ABC y Copa de Campeones 2000 de la ABC, y la liga de baloncesto del Líbano.